# Lassana Diarra
Lassana Diarra (Parijs, 10 maart 1985) is een Frans voormalig voetballer die bij voorkeur op het middenveld speelde, maar ook in de verdediging uit de voeten kon. Diarra speelde tussen 2007 en 2016 vierendertig interlands voor het Frans voetbalelftal.

## Clubcarrière
Diarra werd als twintigjarige speler van Le Havre AC door Chelsea naar Engeland gehaald. Na een weinig succesvol verblijf in het zuiden van Londen maakte hij de overstap naar het noorden van Londen, waar hij ging spelen voor Arsenal. Hier hield hij het een half jaar vol. Hij maakte de overstap naar Portsmouth, waar hij onder Harry Redknapp uitgroeide tot steunpilaar van zijn elftal. In de winter van de jaargang 2008/09 vertrok Diarra, evenals trainer Redknapp, uit Portsmouth. Hij maakte voor twintig miljoen euro de overstap naar Real Madrid. Hoewel in Spanje een aantal jaar als basisspeler te hebben gevoetbald, wilde het zijn laatste jaar niet lukken. Vervolgens is hij naar Rusland verkast, waar Diarra voor twee verschillende clubs in twee jaar tijd uit kwam. In 2015 keerde hij terug naar Frankrijk, waar Diarra een contract tekende bij Olympique Marseille. In het seizoen 2015/2016 werd hij genomineerd voor beste Franse voetballer van het seizoen. In februari 2017 liet hij zijn contract ontbinden. In april van dat jaar verbond hij zich aan Al-Jazira Club uit de Verenigde Arabische Emiraten. Hij tekende in januari 2018 een contract tot medio 2019 bij Paris Saint-Germain, dat hem transfervrij inlijfde. Met de club won hij in 2018 alle nationale prijzen. In het seizoen 2018/19 kwam hij nauwelijks meer aan bod en op 21 februari 2019 werd zijn contract ontbonden. Dezelfde dag kondigde Diarra aan dat hij gestopt was met voetballen.

## Clubstatistieken
| Seizoen | Club                   | Competitie       | Wedst | Goals |
| ------- | ---------------------- | ---------------- | ----- | ----- |
| 2004/05 | Le Havre AC            | Ligue 1          | 29    | 0     |
| 2005/06 | Chelsea                | Premier League   | 3     | 0     |
| 2006/07 | Chelsea                | Premier League   | 10    | 0     |
| 2007/08 | Arsenal                | Premier League   | 7     | 0     |
| 2007/08 | Portsmouth             | Premier League   | 12    | 1     |
| 2008/09 | Portsmouth             | Premier League   | 12    | 0     |
| 2008/09 | Real Madrid            | Primera División | 19    | 0     |
| 2009/10 | Real Madrid            | Primera División | 23    | 1     |
| 2010/11 | Real Madrid            | Primera División | 26    | 0     |
| 2011/12 | Real Madrid            | Primera División | 17    | 0     |
| 2012/13 | Real Madrid            | Primera División | 2     | 0     |
| 2012/13 | Anzji Machatsjkala     | Premjer-Liga     | 14    | 0     |
| 2013/14 | Anzji Machatsjkala     | Premjer-Liga     | 4     | 0     |
| 2013/14 | Lokomotiv Moskou       | Premjer-Liga     | 17    | 1     |
| 2015/16 | Olympique de Marseille | Ligue 1          | 26    | 1     |
| 2016/17 | Olympique de Marseille | Ligue 1          | 11    | 0     |
| 2017/18 | Al-Jazira Club         | UAE Liga         | 5     | 0     |
| 2017/18 | Paris Saint-Germain    | Ligue 1          | 10    | 0     |
| 2018/19 | Paris Saint-Germain    | Ligue 1          | 3     | 0     |
| Totaal  | Totaal                 | Totaal           | 214   | 4     |

## Interlandcarrière
Met Frankrijk –21 nam Diarra in 2006 deel aan het Europees kampioenschap voetbal onder 21 in Portugal, waar de ploeg van bondscoach René Girard in de halve finales werd uitgeschakeld door de latere winnaar Nederland. Op 24 maart 2007 maakte Diarra zijn debuut in het Frans voetbalelftal in een oefeninterland tegen Litouwen (0–1 winst). Tussen 2007 en 2010 was hij vrijwel onafgebroken een vaste waarde in de nationale selectie, hoewel hij ontbrak in de selectie voor het wereldkampioenschap voetbal 2010; na een vriendschappelijke wedstrijd in augustus 2010 volgde een periode van ruim vijf jaar waarin geen beroep op Diarra werd gedaan. In oktober 2015 keerde hij terug onder bondscoach Didier Deschamps. Diarra werd op 12 mei 2016 opgenomen in de selectie voor het Europees kampioenschap in eigen land, maar op 31 mei meldde hij zich af vanwege een knieblessure.

## Erelijst
Chelsea
- FA Cup

2006/07
- Football League Cup

2006/07
 Portsmouth
- FA Cup

2007/08
 Real Madrid
- La Liga

2011/12
- Copa del Rey

2010/11
- Supercopa de España

2012
 Paris Saint-Germain
- Kampioen Ligue 1

2017/18
- Coupe de France

2017/18
- Coupe de la Ligue

2017/18
- Trophée des Champions

2018

## Zaak-Diarra
In 2014 verbrak Diarra eenzijdig zijn spelerscontract bij Lokomotiv Moskou en wou ingaan op een voorstel van Sporting Charleroi uit België. Lokomotiv diende een klacht in bij de FIFA, die oordeelde dat Diarra eenzijdig contractbreuk pleegde wat in strijd was met hun transferregels. De Fransman kreeg een boete van 10 miljoen euro en een beroepsverbod van 15 maanden. Charleroi zag er van af om Diarra een contract te geven omdat de Belgische club dan een deel van de boete moest betalen.
Diarra startte met de steun van de mondiale spelersbond FIFPRO en van de Franse vakbond UNFP een rechtszaak in België tegen de FIFA en de Belgische voetbalbond. Hij stelde dat een voetballer net als alle andere beroepen zijn recht als vrije werknemer heeft. De zaak kwam bij het Europees Hof terecht die in oktober 2024 de Fransman gelijk gaf. In een arrest oordeelden de Europese rechters dat de FIFA-regelgeving voor grensoverschrijdende transfers strijdig is met de Europese regels voor vrij verkeer en eerlijke concurrentie. In augustus 2025 vroeg de oud-voetballer een schadevergoeding van 65 miljoen euro van zowel FIFA als de Belgische bond.